# Zentrische Streckung

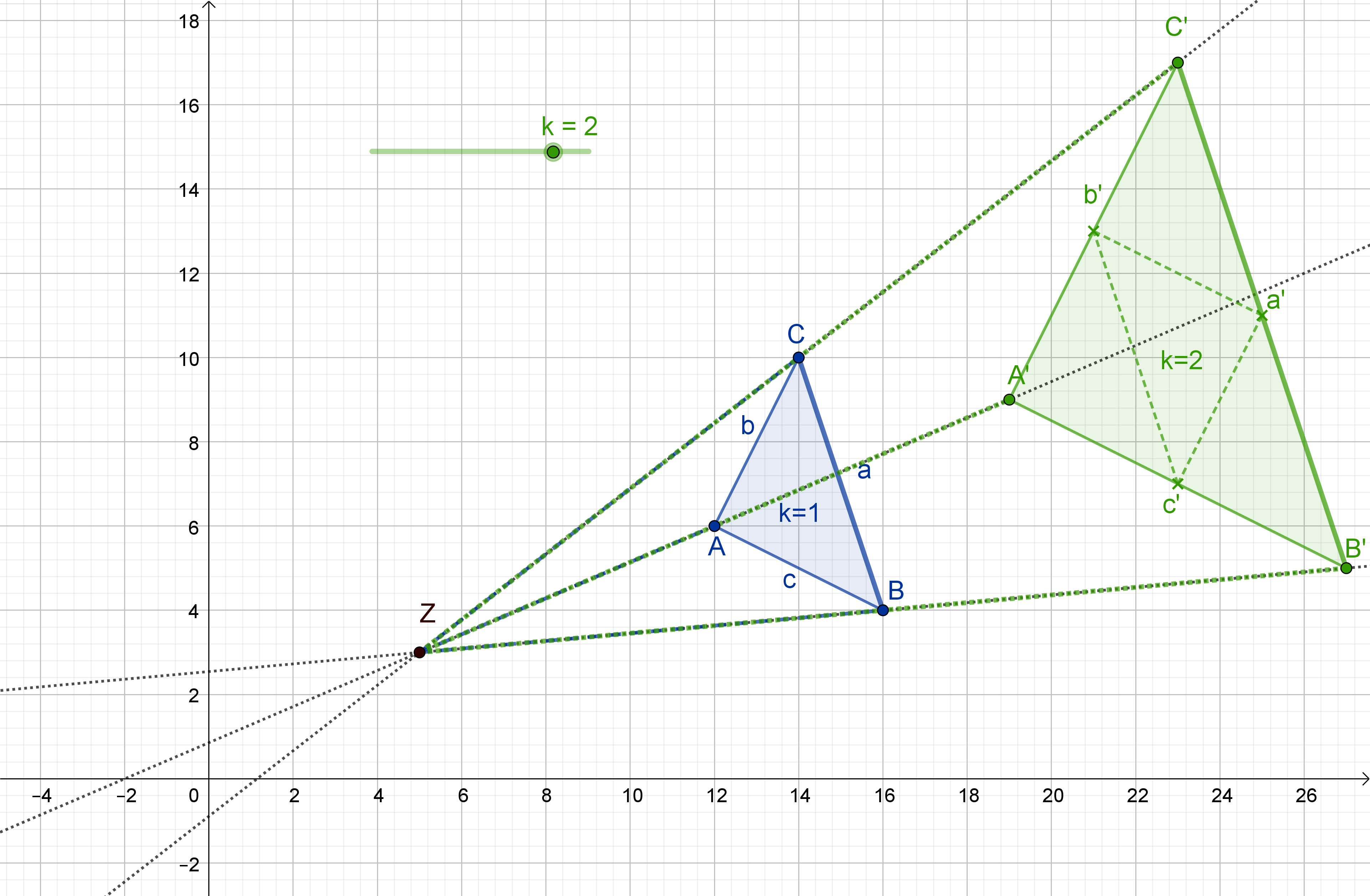
Zentrische Streckung mit positivem Streckungsfaktor k=2: Die Strecken verdoppeln sich, die Fläche vervierfacht sich (→ Konstruktionsprotokoll als PDF)

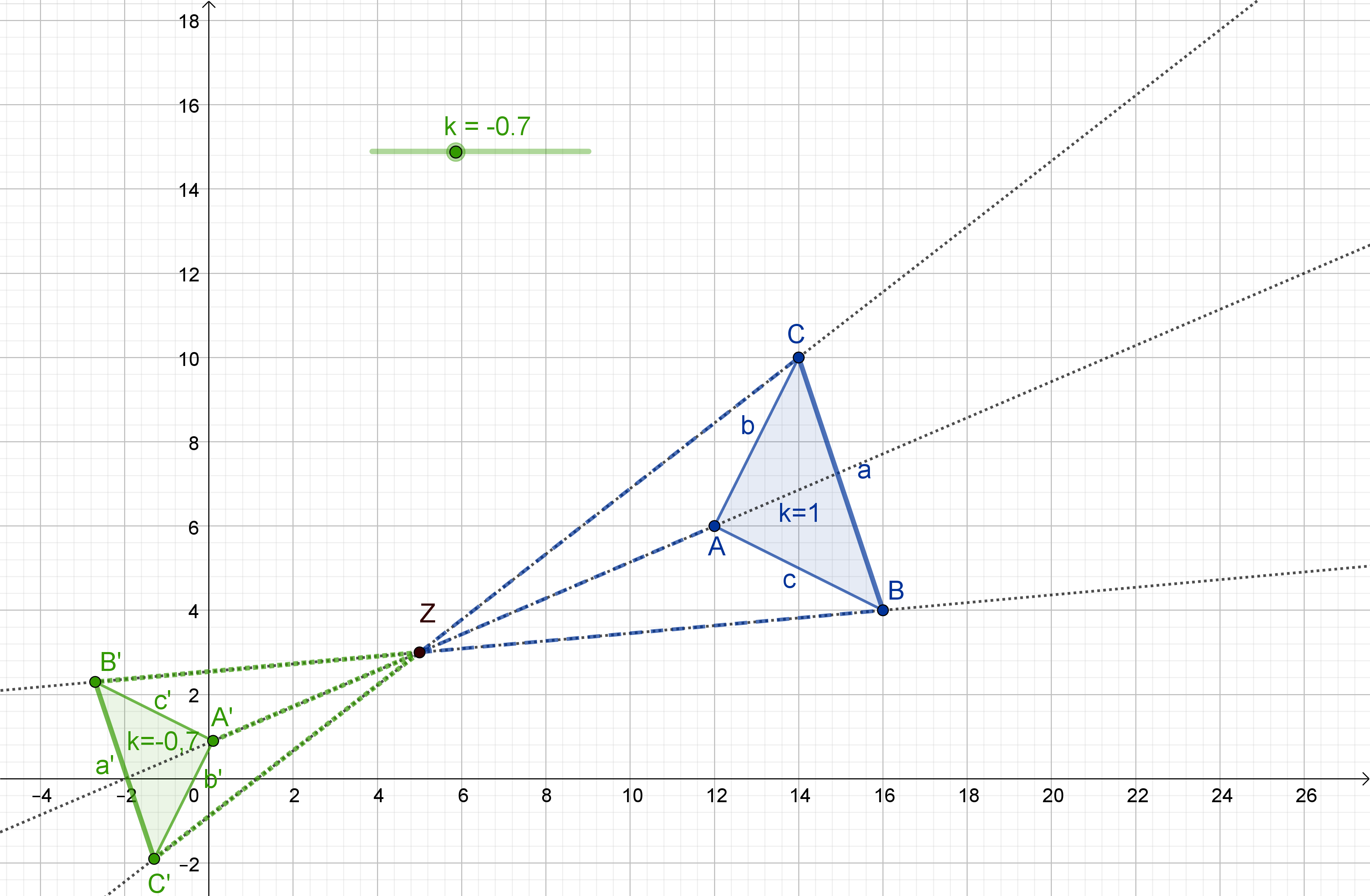
Zentrische Streckung mit negativem, verkleinerndem Streckungsfaktor k=−0,7: Das Dreieck verkleinert sich um den Faktor 0,7 und wird um 180° um das Zentrum gedreht

Animation für verschiedene positive Werte von k (→ Animation mit allgemeinem k)

Eine zentrische Streckung ist in der Geometrie eine Abbildung, die alle Strecken in einem bestimmten, gegebenen Verhältnis vergrößert oder verkleinert, wobei die Bildstrecken jeweils zu den ursprünglichen Strecken parallel sind. Definiert wird sie jedoch letztlich als Abbildung von Punkten. Als Beispiel dient das nebenstehende Bild: Ein Dreieck wird dabei auf ein neues Dreieck (dem Bilddreieck) so abgebildet, dass alle Seitenverhältnisse und auch Winkel erhalten bleiben, das Bilddreieck jedoch insgesamt größer ist. Im Fall des Beispiels haben sich alle Seiten um den Faktor {\displaystyle 2} vergrößert. Die Position des Bildes wird insofern durch einen fixen Punkt {\displaystyle Z} bestimmt, dass alle Punkte auf dem Bilddreieck mit ihrem „entsprechenden Punkt“ und {\displaystyle Z} auf einer gemeinsamen Geraden liegen (im Falle der Eckpunkte sind diese Geraden eingezeichnet).
Zentrische Streckungen sind spezielle Ähnlichkeitsabbildungen, in der synthetischen Geometrie nennt man sie auch Homothetien.
Exakt definieren lässt sich die zentrische Streckung in der Fachsprache der linearen Algebra. Dort wird ebenfalls auf die in der Schulmathematik übliche Beschränkung auf die Dimensionen 2 und 3 verzichtet, was eine weit umfassendere Einsetzbarkeit des Konzepts in der Geometrie und ihren Anwendungen erlaubt: Eine zentrische Streckung ist in einem euklidischen Raum (dazu zählt zum Beispiel die Zahlenebene) eine Abbildung mit einem ausgezeichneten Punkt {\displaystyle Z}, dem Zentrum, die einem Punkt {\displaystyle X} einen Punkt {\displaystyle X'} so zuordnet, dass
{\displaystyle {\overrightarrow {ZX'}}=k\cdot {\overrightarrow {ZX}}}
für eine feste reelle Zahl {\displaystyle k\neq 0} ist. Der Wert {\displaystyle k} heißt dabei der Streckfaktor. Der Punkt {\displaystyle X} wird dabei auf  der Gerade {\displaystyle {\overline {ZX}}} so bewegt, dass der Abstand {\displaystyle |ZX|} zum Zentrum mit {\displaystyle |k|} multipliziert wird. Im Bild ist {\displaystyle k=2}. Vektoriell lässt sich eine zentrische Streckung beschreiben durch die Zuordnung
{\displaystyle {\vec {x}}\mapsto {\vec {z}}+k({\vec {x}}-{\vec {z}})},
wobei {\displaystyle {\vec {x}},{\vec {z}}} die Ortsvektoren von {\displaystyle X,Z} sind.
Da zentrische Streckungen über die Eigenschaft verfügen, dass jede Gerade {\displaystyle g} stets auf eine dazu parallele Gerade abgebildet wird, handelt es sich um eine spezielle Dilatation.
Zentrische Streckungen haben vielfältige Anwendungen. Etwa sind sie in jedem Smartphone zur Vergrößerung oder Verkleinerung des Bildschirminhalts mit Fingergesten eingebaut. Sie verzerren dabei nicht den Bildinhalt.

## Bestimmung von Bildpunkten bzw. Bildmengen

### Zeichnerisch
Eine Strecke wird zentrisch um den Faktor {\displaystyle k} und das Zentrum {\displaystyle Z} gestreckt, indem man
- Hilfsgeraden durch das Zentrum {\displaystyle Z} und die Randpunkte der Strecke zeichnet,
- entlang dieser Hilfsgeraden die Entfernungen der Eckpunkte zum Zentrum misst,
- diese Entfernungen mit dem Faktor {\displaystyle k} multipliziert und den resultierenden Wert von {\displaystyle Z} aus auf die entsprechende Hilfsgerade abträgt (und zwar bei positivem {\displaystyle k} auf der Halbgeraden mit Endpunkt {\displaystyle Z}, auf der auch der ursprüngliche Punkt liegt),
- die neu eingezeichneten Punkte zur zentrisch gestreckten Strecke verbindet.

Diese Definition für Strecken überträgt sich unmittelbar auf Vielecke, die ja aus miteinander verbundenen Strecken bestehen (siehe etwa das im ersten Bild verlinkte Konstruktionsprotokoll). Sie überträgt sich auch auf beliebige geometrische Figuren, wo allerdings mitunter jeder einzelne Punkt in dieser Weise abgebildet werden müsste. Im Falle eines Kreises genügt es, den Kreismittelpunkt entsprechend abzubilden und den Radius des Bildkreises entsprechend anzupassen.
Ist der Streckfaktor negativ, so muss man die Bildpunkte im Abstand des Betrags von {\displaystyle k} auf der entsprechenden Hilfsgeraden zur bezogen auf {\displaystyle Z} gegenüberliegenden Seite einzeichnen (also auf die Halbgerade mit Endpunkt {\displaystyle Z}, auf der der ursprüngliche Punkt nicht liegt). Dadurch dreht sich die gestreckte Figur relativ zur ursprünglichen um 180° (siehe zweites Bild).
Ist {\displaystyle k=1}, so ergibt sich als Bild die ursprüngliche Figur, für {\displaystyle k=-1} ist das Bild eine reine Drehung um {\displaystyle Z}. Für {\displaystyle k=0} würden alle Punkte auf das Zentrum abgebildet werden, weshalb es keine Ähnlichkeitsabbildung mehr wäre; deshalb wird dieser Wert im Definitionsbereich für gewöhnlich ausgeschlossen.

### Konstruktion

#### Mit dem Strahlensatz

Konstruktion des Punktes mit einem Strahlensatz, wenn die Punkte vorgegeben sind.

Ist von einer zentrischen Streckung mit Zentrum {\displaystyle Z} das Bild {\displaystyle Q_{1}} eines Punktes {\displaystyle P_{1}} gegeben, so lässt sich das Bild {\displaystyle Q_{2}} eines  Punktes {\displaystyle P_{2}}, der nicht auf der Gerade {\displaystyle {\overline {ZP_{1}}}} liegt,  mit Hilfe des Strahlensatzes zeichnerisch bestimmen (siehe Bild): {\displaystyle Q_{2}} ist der Schnittpunkt der Parallele zu {\displaystyle {\overline {P_{1}P_{2}}}} mit der Gerade {\displaystyle {\overline {ZP_{2}}}}. Mit dem Paar {\displaystyle P_{2},Q_{2}} lassen sich dann auch die Bilder von Punkten auf der Gerade {\displaystyle {\overline {ZP_{1}}}} bestimmen.

#### Mit dem Pantograf
Als es noch keine Computer gab, wurde zur Skalierung (zentrische Streckung) von ebenen Kurven im Ingenieur- und Vermessungswesen der zirkelähnliche Pantograf verwendet. 

Funktionsweise:
1. Konstruiere aus 4 Stäben ein in den Ecken bewegliches Parallelogramm mit den Ecken {\displaystyle P_{0},Q_{0},H,P}, wobei die in der Ecke {\displaystyle Q_{0}} sich treffenden Seiten am anderen Ende verlängert sind. Wähle den Streckfaktor {\displaystyle k}.
2. Markiere, wie im Bild gezeigt, auf den verlängerten Enden die Punkte {\displaystyle Z,Q} so, dass {\displaystyle |ZQ_{0}|=k|ZP_{0}|} und {\displaystyle |QQ_{0}|=k|HQ_{0}|} ist. Dies ist der Fall, wenn {\displaystyle |ZQ_{0}|={\tfrac {k}{k-1}}|P_{0}Q_{0}|} ist.(Statt {\displaystyle k} kann man auch {\displaystyle Z} vorgeben. Dann ist {\displaystyle k=|ZQ_{0}|/|ZP_{0}|}.)
3. Befestige das Gestänge im Punkt {\displaystyle Z} drehbar.
4. Variiere die Lage des Punktes {\displaystyle P} und markiere jedes Mal den Punkt  {\displaystyle Q}.

Wegen {\displaystyle |ZQ_{0}|/|ZP_{0}|=|Q_{0}Q|/|PP_{0}|} folgt aus dem Strahlensatz: die Punkte {\displaystyle Z,P,Q} liegen auf einer Gerade und es ist {\displaystyle |ZQ|=k|ZP|}. Die Zuordnung {\displaystyle P\to Q} ist also eine zentrische Streckung.

Pantograf
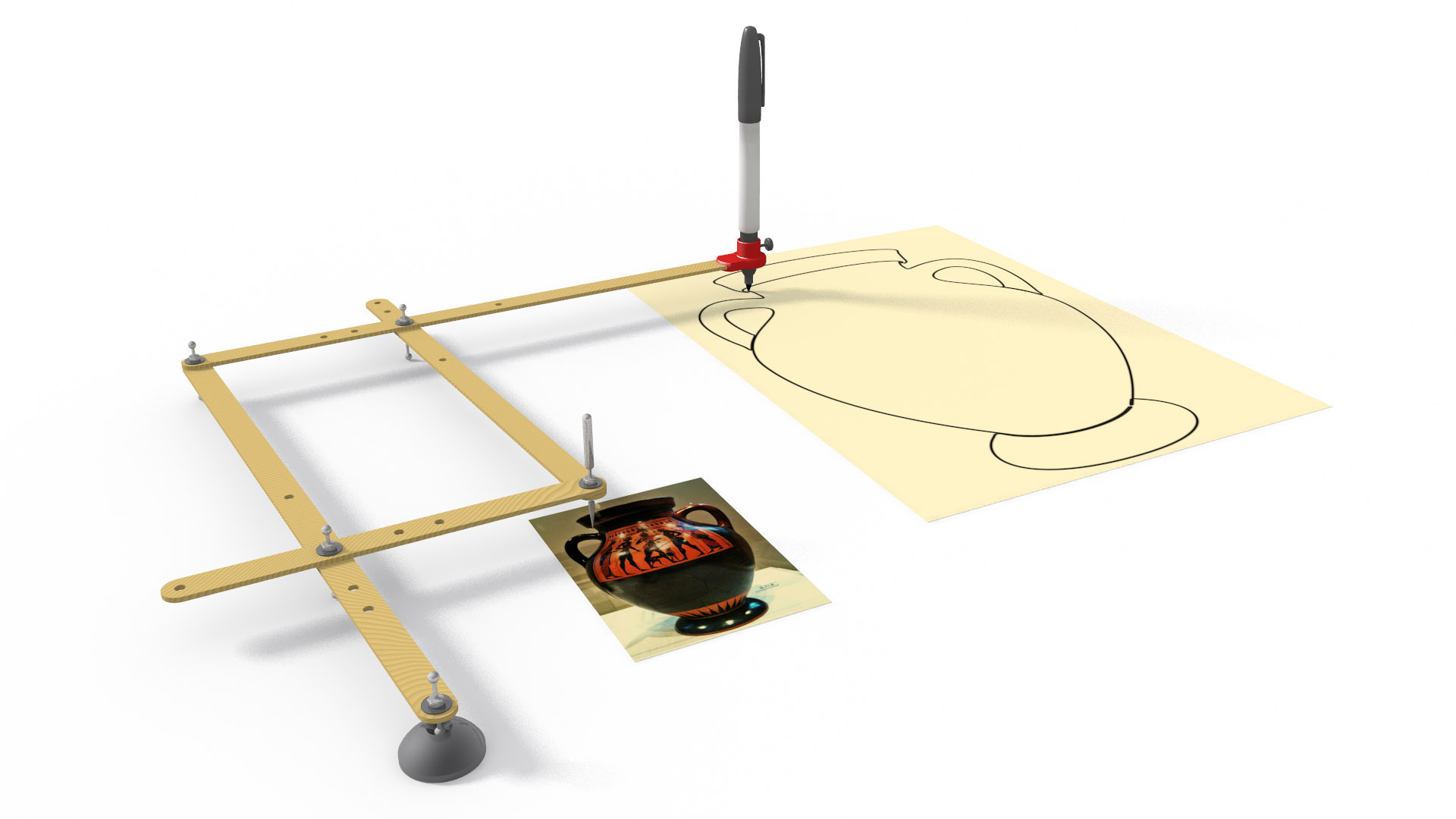
Pantograf
Pantograf: Funktionsweise

## Definition
Eine zentrische Streckung ist in einem euklidischen Raum eine Abbildung mit einem ausgezeichneten Punkt {\displaystyle Z}, dem Zentrum, die einem Punkt {\displaystyle X} einen Punkt {\displaystyle X'} so zuordnet, dass
{\displaystyle {\overrightarrow {ZX'}}=k{\overrightarrow {ZX}}} für eine feste Zahl {\displaystyle k\neq 0} ist.
{\displaystyle k} heißt der Streckfaktor. Der Punkt {\displaystyle X} wird dabei auf  der Gerade {\displaystyle {\overline {ZX}}} so bewegt, dass der Abstand {\displaystyle |ZX|} zum Zentrum mit {\displaystyle |k|} multipliziert wird. 
Vektoriell lässt sich eine zentrische Streckung beschreiben durch die Zuordnung
{\displaystyle {\vec {x}}\to {\vec {z}}+k({\vec {x}}-{\vec {z}})},
wobei {\displaystyle {\vec {x}},{\vec {z}}} die Ortsvektoren von {\displaystyle X,Z} sind.

Statt den Faktor {\displaystyle k} vorzugeben, kann man auch den Bildpunkt {\displaystyle Q} eines Punktes {\displaystyle P} vorgeben. Wie man dann mit Hilfe der Strahlensätze die Bilder weiterer Punkte konstruiert, wird im Abschnitt Konstruktionen erklärt.

## Eigenschaften

### Wichtige Spezialfälle
Für {\displaystyle k=1} ergibt sich die identische Abbildung (Identität), für {\displaystyle k=-1} eine Punktspiegelung.
Der Fall {\displaystyle k=0} ist nicht erlaubt, da sonst alle Punkte denselben Bildpunkt hätten, nämlich das Zentrum.
Die Streckung am Nullpunkt hat die einfache Form:
{\displaystyle {\vec {x}}\to k{\vec {x}}}.
In Koordinaten und in der Ebene:
{\displaystyle (x,y)\to (kx,ky)}.

### Umkehrung
Die zum Streckfaktor {\displaystyle {\tfrac {1}{k}}} gehörige zentrische Streckung ist bei gleichem Zentrum die zu {\displaystyle k} gehörige Umkehrabbildung.

### Abbildung von Geraden, Strecken, Winkel

Bei einer zentrischen Streckung geht ein Dreieck in ein dazu ähnliches Dreieck über.

Für eine zentrische Streckung gilt
- Eine Gerade {\displaystyle g} wird auf eine dazu parallele Gerade {\displaystyle g'} abgebildet. Damit bleiben Winkel unverändert. Die Abbildung ist also geradentreu und winkeltreu.
- Das Verhältnis zweier Strecken bleibt erhalten.

Denn, nimmt man an, dass das Zentrum der Streckung der Nullpunkt ist, so hat sie die einfache Beschreibung {\displaystyle {\vec {x}}\to k{\vec {x}}}. Damit wird eine Gerade {\displaystyle g} mit der Parameterdarstellung {\displaystyle {\vec {x}}={\vec {p}}+t{\vec {v}}} auf die Punktmenge {\displaystyle g'} mit der Gleichung {\displaystyle {\vec {x}}=k({\vec {p}}+t{\vec {v}})={\vec {k}}{\vec {p}}+tk{\vec {v}}} abgebildet. Dies ist eine Gerade mit dem gleichen Richtungsvektor {\displaystyle {\vec {v}}}. d. h. Gerade und Bildgerade sind zueinander parallel.

Sind {\displaystyle P:{\vec {p}},\;Q:{\vec {q}}} zwei Punkte, so ist {\displaystyle |{\vec {p}}-{\vec {q}}|} ihr Abstand und {\displaystyle |k{\vec {p}}-k{\vec {q}}|=|k||{\vec {p}}-{\vec {q}}|} der Abstand ihrer Bilder. Damit bleibt das Verhältnis (Quotient) zweier Strecken unverändert, denn beim Dividieren fällt ein gemeinsamer Faktor heraus. 

Ist das Zentrum nicht der Nullpunkt, verlaufen die Rechnungen analog, nur etwas umfangreicher.

(In der Ebene kann man die Rechnung auch mit der üblichen Beschreibung einer Gerade mit einer Gleichung {\displaystyle y=mx+d} und der zentrischen Streckung {\displaystyle (x,y)\to (kx,ky)} durchführen.)
- Bei einer Streckung geht eine Figur in eine dazu ähnliche Figur über.

Beispiele: Ein Dreieck geht in ein dazu ähnliches Dreieck, ein Kreis in einen Kreis (siehe Ähnlichkeitspunkte) und eine Ellipse in eine dazu ähnliche Ellipse (die Verhältnisse der Halbachsen sind gleich) über.
- Bei einer zentrischen Streckung wird der Flächeninhalt mit {\displaystyle k^{2}} und das Volumen mit {\displaystyle |k|^{3}} multipliziert[3].

Die Hintereinanderausführung zweier zentrischer Streckungen mit ist eine Translation in Richtung.

Die Hintereinanderausführung der zentrischen Streckungen mit Zentren und bewirkt: und ist wieder eine zentrische Streckung mit Zentrum auf der Gerade durch mit Streckfaktor.

### Hintereinanderausführungen

#### Zwei Streckungen
- Die Hintereinanderausführung zweier Streckungen mit demselben Zentrum {\displaystyle Z} ist wieder eine Streckung an {\displaystyle Z} [4]. Die Streckungen mit festem Zentrum bilden eine Gruppe.
- Die Hintereinanderausführung zweier Streckungen an verschiedenen Zentren {\displaystyle Z_{1},Z_{2}} ist eine Streckung mit dem Zentrum {\displaystyle Z_{3}} auf der Gerade  {\displaystyle {\overline {P_{1}P_{2}}}} oder eine Parallelverschiebung (Translation) in Richtung {\displaystyle {\overrightarrow {Z_{1}Z_{2}}}}.

Herleitung:
Führt man die beiden Punktstreckungen mit den verschiedenen Zentren {\displaystyle Z_{1},Z_{2}}
{\displaystyle \sigma _{1}:{\vec {x}}\to {\vec {z}}_{1}+k_{1}({\vec {x}}-{\vec {z}}_{1}),}
{\displaystyle \sigma _{2}:{\vec {x}}\to {\vec {z}}_{2}+k_{2}({\vec {x}}-{\vec {z}}_{2})\ }
hintereinander aus, so ergibt sich für das Bild von {\displaystyle {\vec {x}}} bei der Hintereinanderausführung {\displaystyle \sigma _{2}\sigma _{1}} (zuerst {\displaystyle \sigma _{1}} und dann {\displaystyle \sigma _{2}}):
{\displaystyle (\sigma _{2}\sigma _{1})({\vec {x}})={\vec {z}}_{2}+k_{2}{\big (}{\vec {z}}_{1}+k_{1}({\vec {x}}-{\vec {z}}_{1})-{\vec {z}}_{2}{\big )}}
{\displaystyle \qquad \qquad \ =(1-k_{1})k_{2}{\vec {z}}_{1}+(1-k_{2}){\vec {z}}_{2}+k_{1}k_{2}{\vec {x}}}.
Im Fall {\displaystyle k_{1}k_{2}=1} ist dies eine Parallelverschiebung in Richtung {\displaystyle {\overrightarrow {Z_{1}Z_{2}}}} um den Vektor {\displaystyle \ (1-k_{2})({\vec {z}}_{2}-{\vec {z}}_{1})} (siehe Bild).
Im Fall {\displaystyle k_{1}k_{2}\neq 1} ist der Punkt
{\displaystyle Z_{3}:{\vec {z}}_{3}={\frac {(1-k_{1})k_{2}{\vec {z}}_{1}+(1-k_{2}){\vec {z}}_{2}}{1-k_{1}k_{2}}}}
{\displaystyle ={\vec {z}}_{1}+{\frac {1-k_{2}}{1-k_{1}k_{2}}}({\vec {z}}_{2}-{\vec {z}}_{1})\ }
ein Fixpunkt (wird nicht bewegt) und die Hintereinanderausführung
{\displaystyle \sigma _{2}\sigma _{1}:\ {\vec {x}}\to {\vec {z}}_{3}+k_{1}k_{2}({\vec {x}}-{\vec {z}}_{3})\quad }.
ist eine zentrische Streckung am Punkt {\displaystyle Z_{3}} mit dem Streckfaktor {\displaystyle k_{1}k_{2}}. Das neue Zentrum {\displaystyle Z_{3}} liegt auf der Gerade {\displaystyle {\overline {Z_{1}Z_{2}}}}.

#### Streckung und Translation

Hintereinanderausführung einer zentrischen Streckung und einer Translation (Parallelverschiebung)

- Die Hintereinanderausführung einer zentrischen Streckung und einer Translation ist eine zentrische Streckung.

Die Hintereinanderausführung der zentrischen Streckung
{\displaystyle \sigma :{\vec {x}}\to {\vec {z}}+k({\vec {x}}-{\vec {z}}),\;k\neq 1,\;} und der Translation
{\displaystyle \tau :{\vec {x}}\to {\vec {x}}+{\vec {v}}\ } ist
{\displaystyle \tau \sigma :{\vec {x}}\to {\vec {z}}+{\vec {v}}+k({\vec {x}}-{\vec {z}})}
{\displaystyle ={\vec {z}}+{\frac {\vec {v}}{1-k}}+k\left({\vec {x}}-({\vec {z}}+{\frac {\vec {v}}{1-k}})\right)}.
Dies ist eine zentrische Streckung mit Zentrum {\displaystyle {\vec {z}}'={\vec {z}}+{\frac {\vec {v}}{1-k}}} und Streckfaktor {\displaystyle k}.
Solche Kombinationen von zentrischen Streckungen und Translationen treten insbesondere bei der Manipulation von Bildschirminhalten von Smartphones mit den Fingern auf. Und zwar Translationen bei der Manipulation mit 1 und Streckungen bei der Verwendung von 2 Fingern.

#### Konstruktionen
1. Zunächst konstruiert man durch Hintereinanderausführung das Bild {\displaystyle R_{1}} von {\displaystyle P_{1}}.
2. Im Fall {\displaystyle k_{2}\neq k_{1}} ist das Zentrum {\displaystyle Z_{3}} der Schnittpunkt der beiden Geraden {\displaystyle {\overline {Z_{1}Z_{2}}},{\overline {P_{1}R_{1}}}}. Das Bild eines weiteren Punktes wird dann wie oben in Konstruktion beschrieben direkt mit Hilfe der bekannten Punkte {\displaystyle Z_{3},P_{1},R_{1}} konstruiert.
3. Im Fall {\displaystyle k_{2}=k_{1}} wird auch zunächst {\displaystyle R_{1}} bestimmt. Das Bild {\displaystyle Q_{2}} eines weiteren Punktes {\displaystyle P_{2}} entsteht durch Verschiebung von {\displaystyle P_{2}} um den Vektor {\displaystyle {\overrightarrow {P_{1}R_{1}}}}.

## Verallgemeinerungen
- Die zentrische Streckung ist ein Beispiel für eine Dilatation. In der axiomatisch aufgebauten affinen Geometrie wird dieser Begriff mithilfe der Parallelität definiert.
- Die zentrische Streckung ist der Spezialfall einer Drehstreckung mit Drehwinkel 0.
- An Stelle des affinen 2- bzw. 3-dimensionalen Raumes über den reellen Zahlen, kann man zentrische Streckungen auch allgemeiner in jedem endlichdimensionalen affinen Raum über einem beliebigen Körper und sogar über einem beliebigen Schiefkörper definieren. Die „vektorielle“ Darstellung ist die Gleiche wie im reellen Fall, allerdings bilden die Parallelverschiebungen, die von einem Zentrum aus gestreckt werden, im Allgemeinen nur noch einen Linksvektorraum über dem Koordinatenschiefkörper.
- Im ebenen, zweidimensionalen Fall wird noch etwas allgemeiner auch noch dann von einer zentrischen Streckung gesprochen, wenn die Parallelverschiebungen (als Koordinaten-„Vektoren“) einer affinen Translationsebene über einem Quasikörper mit einem „Skalar“ aus dem Kern des Quasikörpers gestreckt werden.

In den beiden zuletzt genannten Fällen kann man im Allgemeinen weder von Winkel- noch von Längenverhältnistreue sprechen, da weder ein Winkelmaß noch ein Längenmaß existieren muss. Auch hier gehören die zentrischen Streckungen aber stets zu den Dilatationen und den Affinitäten und für Fixpunkte und Fixgeraden gilt das Gleiche wie im reellen Fall.